# Nhái cây Quyết
Nhái cây Quyết (danh pháp khoa học: Gracixalus quyeti) là loài ếch nhái phân bố ở Việt Nam, được miêu tả vào năm 2008 và đặt theo tên của người thu được mẫu chuẩn là Lê Khắc Quyết thuộc tổ chức Hệ Động Thực vật Quốc tế (Fauna and Flora International, FFI). Đây là loài đặc hữu của Việt Nam, được phát hiện tại Vườn quốc gia Phong Nha - Kẻ Bàng.